# Уда (Бежаницкий район)
Уда — деревня на северо-западе Бежаницкого района Псковской области.  Вхолит в состав сельского поселения Ашевское.
Расположена на реке Уда (при впадении в неё рек Деревка и Ревка), в 24 км к северу от райцентра Бежаницы.
Численность населения деревни составляет 109 жителей (2000 год).
До 3 июня 2010 года деревня входила в состав ныне упразднённой Ново-Кузнецовской волости с центром в д. Ублиска.